# Karl-Arnold-Preis
Der Karl-Arnold-Preis ist ein deutscher Wissenschaftspreis.

## Hintergrund
Der Karl-Arnold-Preis wird von der Nordrhein-Westfälischen Akademie der Wissenschaften und der Künste verliehen, bis zum Jahr 2000 unter dem Namen Akademiepreis. Mit der Verleihung soll „die herausragende Forschungsarbeit eines Nachwuchswissenschaftlers“ gewürdigt werden.
Die Auszeichnung wurde bis 1998 durch die Gesellschaft der Freunde und Förderer der Nordrhein-Westfälischen Akademie der Wissenschaften und der Künste finanziert und wird seit 1999 von der Stiftung der Freunde und Förderer der Nordrhein-Westfälischen Akademie der Wissenschaften und der Künste getragen. Sie ist mit 10.000 Euro dotiert (Stand 2019) und wird jährlich alternierend von einer der vier Klassen der Akademie (Geisteswissenschaften, Naturwissenschaften und Medizin, Ingenieur- und Wirtschaftswissenschaften, Künste) vergeben. Namensgeber ist Karl Arnold, Ministerpräsident des Landes Nordrhein-Westfalen von 1947 bis 1956.

## Preisträger
- 1990 Claus Michael Schneider (FZ Jülich), Anton Kummert (Universität Wuppertal)
- 1991 Ulrich von Hehl (Universität Leipzig), Heinz-Günther Nesselrath (Universität Köln)
- 1992 Klaus Gerwert (Ruhr-Uni Bochum)
- 1993 Wassilios Klein (Universität Bonn), Abbo Junker (LMU München)
- 1994 Stefan Blügel (FZ Jülich)
- 1995 Cornelia Römer (Universität Wien), Thomas Stolz (Universität Bremen)
- 1996 Monika Schnitzer (LMU München)
- 1997 Mechthild Dreyer (Universität Mainz), Manuel Gervink (Hochschule für Musik Dresden)
- 1998 Csaba Koncz (Max-Planck-Institut für Züchtungsforschung, Köln)
- 1999 Günter Distelrath (Universität Bonn), Björn R. Tammen (Österreichische Akademie der Wissenschaften, Kommission für Musikforschung)
- 2000 Martin Oberlack (TU Darmstadt)
- 2001 Volker Henning Drecoll (Universität Tübingen), Burkhard Niederhoff (Ruhr-Universität Bochum)
- 2002 Carsten Schmuck (Universität Duisburg-Essen)
- 2003 Thomas Musch (Ruhr-Universität Bochum)
- 2004 Thomas Brockmann (Universität Bayreuth)
- 2005 Frank G. Neese (Max-Planck-Institut für Bioanorganische Chemie, Mülheim an der Ruhr)
- 2006 Patrick Schmitz (Universität Köln)
- 2007 Jörg Fündling, Tobias Weller (beide Universität Bonn)
- 2008 Martin Möller (Max-Planck-Institut für Mathematik, Bonn)
- 2009 Paolo Bientinesi, Kai Olaf Leonhard (beide RWTH Aachen)
- 2010 Paloma Varga Weisz (bildende Künstlerin), Anno Schreier (Komponist)
- 2011 Matthias Wille (Westfälische Wilhelms-Universität Münster)
- 2012 Alex Greilich (Technische Universität Dortmund)
- 2013 Nils Pohl (Fraunhofer-Institut für Hochfrequenzphysik und Radartechnik FHR in Wachtberg)
- 2014 Inger-Maria Mahlke (Schriftstellerin)
- 2015 Susanne Paulus (Altorientalistin)
- 2016 Shijulal Nelson-Sathi (Bioinformatiker)
- 2017 Steffen Freitag (Universität Bochum)
- 2018 Ben J. Riepe (Choreograph, Düsseldorf)
- 2019 Juana von Stein (Romanistin, Universität zu Köln)
- 2020 Martin Breugst (Chemiker, Universität zu Köln), Fabian Dielmann (Chemiker, Innsbruck)
- 2021 Frederik Cloppenburg (Wirtschaftsingenieur, RWTH Aachen) und Lisa Sofie Höckel (Leibniz-Institut für Wirtschaftsforschung)
- 2022 Başak Bilecen (Soziologin, Universität Groningen)
- 2023 Alina Wetzchewald (Verkehrswissenschaftlerin, Wuppertal Institut) und Rudolf Suppes (RWTH Aachen)
- 2024 Milena Kriegsmann-Rabe (Kulturanthropologin, Universität Bonn)